# Грандвью, США
«Грандвью, США» (англ. Grandview, U.S.A.) — американская комедия-драма 1984 года режиссёра Рэндала Клейзера. Оригинальное музыкальное сопровождение принадлежит Томасу Ньюману. Фильм был снят в Понтиаке, штат Иллинойс.
Фильм был выпущен на DVD в первый раз 4 октября 2011 года.

## Сюжет
Тим Пирсон заканчивает школу и готовится к отъезду из своего родного города Грандвью в штат Флорида для изучения океанографии.

## В ролях
- Джейми Ли Кёртис — Michelle 'Mike' Cody
- Патрик Суэйзи — Ernie 'Slam' Webster
- К. Томас Хауэлл — Tim Pearson
- Дженнифер Джейсон Ли — Candy Webster
- Кэрол Кук — Betty Welles
- Рамон Биери[англ.] — Roger Pearson
- Элизабет Горси — Bonnie Clark
- М. Эммет Уолш — Mr. Clark
- Трой Донахью[англ.] — Donny Vinton
- Уильям Уиндом — Bob Cody
- Майкл Уинслоу — Spencer
- Джон Кьюсак — Johnny Maine
- Джоан Кьюсак — Mary Maine
- Тим Гамбл — Larry Hurlbuck
- Ларри Бранденбург — Mickey
- Ферн Персонс — учительница